# Guraleus himerodes
Guraleus himerodes é uma espécie de gastrópode do gênero Guraleus, pertencente a família Mangeliidae.